# 费尔南多·阿夫里尔·马托雷尔
费尔南多·阿夫里尔·马托雷尔（西班牙語：Fernando Abril Martorell，1936年8月31日—1998年2月16日）是西班牙民主转型时期的政治人物，农业工程师。担任过副首相。

## 生平
1936年出生于瓦倫西亞。毕业于马德里大学政治学和农业工程专业，获博士学位。
毕业后在塞哥维亚工作，与时任省长阿道弗·苏亚雷斯成为了朋友。他的政治生涯始于1969年2月27日，当时被任命为塞哥维亚省议员代表团主席。1971年至1972年担任农业改革与发展研究所技术主任，1972年至1974年担任该机构农业生产总监。佛朗哥去世后的民主转型时期，他先后担任苏亚雷斯内阁的农业大臣，副首相等职位。他参加了《蒙克洛亚协定》以及《1978年西班牙宪法》的制定与协商工作。
1982年大选失利后退出政坛，1983年转入商界，5月被任命为东部海事联盟主席（Unión Naval de Levante），直属中央银行。1991年成为西班牙中央银行副行长。1990年6月，他在费利佩·冈萨雷斯政府的卫生部担任卫生改革委员会系统分析和评估委员会主席。他提出了关于养老医疗改革的《阿夫里尔报告》。
1997年被诊断出肺癌。1998年2月16日因肺栓塞在马德里耶罗门医院去世。他被安葬在塞哥维亚。前首相阿道弗·苏亚雷斯、卡尔沃-索特洛等政界和商界1000多名知名人士出席了葬礼。